# Graptacme secta
Graptacme secta är en blötdjursart som först beskrevs av Gérard Paul Deshayes 1825.  Graptacme secta ingår i släktet Graptacme och familjen Dentaliidae. Inga underarter finns listade i Catalogue of Life.